# Лотар-Шевченко, Вера Августовна
Ве́ра А́вгустовна Лота́р-Шевче́нко (фр. Véra Lautard; Вера Кармен Аделаида; 10 марта 1899, Турин, Италия — 10 декабря 1982,  Новосибирск, СССР) — итальянская и советская пианистка.

## Биография
В советских документах национальность определена как француженка. Отец — Огюст Лотар (Огюст Lautaгd), француз или французский немец, физик, математик, астроном, профессор Сорбонны, затем — Туринского университета. Мать — испанка, филолог. У Веры Лотар был брат Дмитрий.
Училась в Генуе у Альберто Берсани, затем во Флоренции у Эрнесто Консоло. Выступала с итальянскими оркестрами.
Вышла замуж за эмигранта из Российской империи Владимира Яковлевича Шевченко (ок.1900—ок.1942), инженера-акустика, работавшего также над созданием смычковых инструментов (современные журналисты утверждают, что в Париже у него была репутация «русского Страдивари»).
В 1939 году вместе с мужем и сыновьями мужа от первого брака — Денисом, Глебом и Игорем — переехала в Советский Союз. Мария Юдина представила её публике, и Вера Лотар стала выступать с концертами.
Владимир Шевченко был арестован в 1941 году, обвиненный в шпионаже. По одним данным, он был застрелен во время попытки к побегу, по другим — сошёл с ума в заключении и содержался в Новотроицкой психиатрической колонии в Челябинской области.
1 января 1942 года была арестована. Осуждена на 10 лет заключения по статье 58-10 (антисоветская агитация). Отбыла 8 лет заключения на Урале.
После освобождения работала концертмейстером в Нижнем Тагиле, аккомпанируя спектаклям в городском театре, режиссёром которого был Владимир Мотыль; по предположению журналистов, отзвук знакомства с Лотар-Шевченко слышен в образе Полины Анненковой-Гебль в фильме Мотыля «Звезда пленительного счастья» (после выхода фильма, как утверждается, Мотыль прислал пианистке журнал со статьёй о нём и автографом поверх неё: «Образ Полины я делал с Вас, Вера!»). Затем была солисткой областных филармоний в Свердловске и Барнауле.
В 1957 году смогла встретиться со старшим сыном мужа — Денисом Владимировичем Яровым; двое младших погибли в блокаду.
19 декабря 1965 года в газете «Комсомольская правда» был опубликован очерк Симона Соловейчика «Пианистка», посвящённый судьбе Лотар-Шевченко (Соловейчик случайно услышал один из её барнаульских концертов). В очерке содержится не вполне достоверная биографическая информация — в том числе об учёбе Лотар-Шевченко у Альфреда Корто, о совместных выступлениях с Артуро Тосканини, о погибших в блокаду детях (своих детей у Лотар-Шевченко не было). Однако этот очерк сделал имя пианистки знаменитым: она получила огромное количество писем, концерты стали проходить с аншлагами, а академик Лаврентьев, руководитель Сибирского отделения АН СССР, предложил Лотар-Шевченко жить и работать в Новосибирском Академгородке, она стала солисткой Новосибирской государственной филармонии. В последние годы жизни Лотар-Шевченко вновь получила возможность концертировать в городах СССР, а также Москве и Ленинграде, однако записей её игры почти не осталось.
Ключевыми авторами репертуара Лотар-Шевченко были Иоганн Себастьян Бах, Людвиг ван Бетховен, Фридерик Шопен, Ференц Лист, Клод Дебюсси.
Вера Лотар-Шевченко похоронена на Южном кладбище Новосибирского Академгородка. На её могиле выбита её собственная фраза:
Жизнь, в которой есть Бах, благословенна.
Реабилитирована Вера Августовна в 1989 году.
Судьба Лотар-Шевченко в самых общих чертах легла в сюжетную основу фильма режиссёра Валерия Ахадова на сценарий Евгения Козловского «Руфь» (1989), в котором главную роль сыграла Анни Жирардо с фортепианными исполнениями Елены Кушнеровой.
В 1991 году о Вере Августовне на Западно-Сибирской киностудии режиссёром-оператором Валерием Николаевичем Клабуковым, по сценарию С. Березанской
и Л. Гуревича был снят документальный фильм «Мы ещё будем жить настоящей жизнью» (цветной, 80 минут).
С 2006 года в Новосибирске, а с 2012 по 2018 гг. в Екатеринбурге раз в два года проходил Международный конкурс пианистов имени Лотар-Шевченко; VIII конкурс прошёл в 2023 г. Организатором конкурса выступает Президентский центр Б. Н. Ельцина.